# Oxymycterus roberti
Oxymycterus roberti és una espècie de mamífer rosegador de la família dels cricètids. És endèmic del Brasil, on viu a altituds d'entre 700 i 900 msnm. El seu hàbitat natural són els boscos d'araucària amb camps oberts i herbassars. És una espècie en risc mínim, és a dir, no sembla que hi hagi cap amenaça significativa per a la seva supervivència.
L'espècie fou anomenada en honor del col·leccionista francès Alphonse Robert.